# NGC 1488
NGC 1488 este o galaxie situată în constelația Taurul. A fost descoperită în 24 noiembrie 1854 de către .